# For Once in My Life (Trijntje Oosterhuis)
For Once in My Life is een album van Trijntje Oosterhuis met liedjes van Stevie Wonder. Het album is opgenomen op 21 september 1999 in Bacchus (Leiden) en op 28 september in Paradiso (Amsterdam). Het is uitgegeven door BMG. In 2008 werd het album opnieuw uitgebracht. Aan deze uitgave werden drie bonusnummers toegevoegd.

## Overzicht
1. "You will know" - 0:52
2. "I wish" - 4:04
3. "I was made to love him" - 4:09
4. "Pastime paradise" - 3:52
5. "Don't you worry 'bout a thing" - 3:41
6. "Lately" - 2:42
7. "Overjoyed" - 1:35
8. "For once in my life" - 3:22
9. "All I do" - 5:05
10. "Higher ground" - 5:09
11. "Living for the city" - 5:06
12. "These three words" - 5:34
13. "Love's in need of love today" - 5:03
14. "Sir Duke" - 4:53
15. "Signed sealed delivered I'm yours" - 3:18

Bonusnummers op heruitgave
1. "Superstition" - 3:28
2. "Do I do" - 12:42
3. "My cherie amour" - 4:03

## Bezetting
- Trijntje Oosterhuis - zang
- Berget Lewis - achtergrondzang
- Keith John - achtergrondzang
- Michel van Schie - basgitaar
- Leendert Haaksma - gitaar
- Thomas Bank - toetsen
- Cyril Directie - drums
- Anthony Tolsma - percussie
- Jan van Duikeren - trompet
- Peter Lieberom - altsaxofoon